# Claudia Weiss
Claudia Weiss (nascida a 7 de Fevereiro de 1975 em Bernburg) é uma política alemã que foi eleita membro do Bundestag pela AfD em 2025. É vice-presidente do conselho distrital de Salzland.
É gerente de serviços de enfermagem.